# Piñataland
Piñataland es grupo musical basado en Brooklyn, creado por David Wechsler and Doug Stone. Sus canciones tratan a menudo de personajes y hechos históricos oscurantistas, incluyendo, entre otros:
- Ota Benga, un pigmeo ("Ota Benga's Name")
- El pintor John Banvard ("The Ballad of John Banvard")
- El especialista Sam Patch ("The Fall of Sam Patch")
- Topsy, un elefante de circo ("Coney Island Funeral")
- El espiritista John Murray Spear ("Dream of the New Mary")
- Los esfuerzos del periodista William Cobbett de volver a enterrar a Thomas Paine ("American Man")
- El Castillo de Coral de Edward Leedskalnin ("Latvian Bride")
- Minik Wallace, un esquimal ("If Ice Were Warm")

Piñataland ha actuado en varios lugares históricos de América como Old Stone House (Brooklyn), Cobble Hill Tunnel y el Cementerio de Green-Wood. También han cubierto canciones históricas de América como la sintonía de campaña del Presidente americano John Quincy Adams ("Little Know Ye Who's Comin'").

## Discografía
- Piñataland - EP (1997)
- Songs from Konijn Kok - EP (1999)
- Songs for the Forgotten Future Volume 1 (2003)
- Songs for the Forgotten Future Volume 2 (2008)
- Hymns for the Dreadful Night (2011)